# Didia diehli
Didia diehli är en fjärilsart som beskrevs av Ulrich Roesler och Kuppers 1981. Didia diehli ingår i släktet Didia och familjen mott. Inga underarter finns listade i Catalogue of Life.